# Гіпосмія
Гіпоосмія (рідше гіпосмія), або мікросмія, — знижена здатність відчувати і розпізнавати запахи. Супутнім станом є аносмія, при якій нюх втрачається. Серед деяких причин проблем з нюхом — це алергія, носові поліпи, вірусні інфекції та травми голови. У 2012 році приблизно 9,8 мільйона людей у Сполучених Штатах віком від 40 років мали гіпосмію і ще 3,4 мільйона мали аносмію/важку гіпосмію.
Гіпосмія може бути дуже ранньою ознакою хвороби Паркінсона. Гіпосмія також є ранньою і майже універсальною ознакою при хворобі Альцгеймера та деменції з тільцями Леві. Довічна гіпосмія може бути викликана синдромом Каллмана або розладом аутистичного спектру. Поряд з іншими хемосенсорними порушеннями, гіпосмія може бути ключовою ознакою COVID-19.

## Епідеміологія
Національне дослідження охорони здоров’я та харчування США (NHANES) зібрало дані про хемосенсорну функцію (смак і запах) у національно-репрезентативній вибірці неінституціоналізованих цивільних осіб США у 2012 році. Нюхову функцію оцінювали у осіб у віці 40 років і старше за допомогою тесту на ідентифікацію запаху з 8 пунктів (Pocket Smell Tests™, Sensonics, Inc., Гаддон-Гайтс, Нью-Джерсі). Тестові запахи включали запахи їжі (полуниці, шоколаду, цибулі, винограду), попереджувальні запахи (природний газ, дим) і побутові запахи (шкіра, мило). Оцінка нюхової функції базувалася на кількості правильних ідентифікацій. Поширеність (%) аносмії/важкої гіпосмії (бали від 0 до 3) становила 0,3 у віці 40-49 років і зросла до 14,1 у віці 80+. Поширеність гіпосмії (від 4 до 5 балів) була значно вищою: 3,7 % у віці 40-49 років і 25,9 % у віці 80+. Обидва стани були поширенішими в осіб африканського походження, ніж у осіб кавказького походження.
Хемосенсорні дані також були зібрані у більшій вибірці NHANES у 2013—2014 роках. Поширеність розладу нюху (0-5 балів з 8 правильних) становила 13,5 % у осіб у віці 40 років і старше. Така ж поширеність спостерігалась у 2016 році, приблизно 20,5 мільйона осіб віком від 40 років мали гіпосмію або аносмію. Крім того, численні демографічні соціально-економічні характеристики та особливості способу життя були оцінені як фактори ризику зниження нюху. За статистичними аналізами, більший вік і чоловіча стать у поєднанні з чорною та/або неіспанською національністю, низьким сімейним доходом, низьким рівнем освіти, високим рівнем споживання алкоголю (більше 4 напоїв на день) та анамнезом астми або раку були незалежно пов'язані з більшою поширеністю порушення нюху.